# لوک گاربت
لوک گاربت (انگلیسی: Luke Garbutt؛ زادهٔ ۲۱ مهٔ ۱۹۹۳) بازیکن فوتبال اهل بریتانیا است.
از باشگاه‌هایی که در آن بازی کرده‌است می‌توان به باشگاه فوتبال اورتون، باشگاه فوتبال چلتنهام تاون، باشگاه فوتبال کولچستر یونایتد و باشگاه فوتبال فولام اشاره کرد.
وی همچنین در تیم ملی فوتبال زیر ۲۱ سال انگلستان بازی کرده‌است.